# Vyuhar Rahimov
Vyuhar Hamidullovych Rahimov (aussi Vyugar Ragymov, en ukrainien : Вьюгар Гамидуллович Рагімов, né le 5 février 1986 à Bakou) est un lutteur ukrainien, d'origine azérie, spécialiste de gréco-romaine.